# Arsène Wenger
Arsène Wenger (født 22. oktober 1949 i Strasbourg, Frankrig) er forhenværende træner for Arsenal FC (1996-2018).
Han har tidligere trænet den japanske klub Nagoya Grampus Eight, AS Monaco og franske AS Nancy. Med Arsenal vandt han i 1998 og 2002 the double (liga og pokaltitel i samme sæson). Holdet gik ubesejret gennem hele Premier League-sæsonen  2004, hvor de blev mestre. I 2006 førte han Arsenal til UEFA Champions League-finalen, som de tabte med 2-1 til FC Barcelona – efter at være kommet foran og have fået en mand udvist. Efter 22 år besluttede Arséne Wenger d. 20/04 sig for at stoppe som træner for Arsenal i enden af 17/18 sæsonen.

## Resultater i Arsenal
Vinder
- Premier League (3): 1998, 2002, 2004
- FA Cup (7): 1998, 2002, 2003, 2005, 2014, 2015, 2017
- FA Community Shield (6): 1998, 1999, 2002, 2004, 2014, 2015
- FA Premier League Manager of the Year (3): 1998, 2002, 2004

Sekundær placering/finalist
- Premier League (6): 1999, 2000, 2001, 2003, 2005, 2016
- FA Cup (1): 2001
- Football League Cup (2): 2007, 2011
- FA Community Shield (2): 2003, 2005
- UEFA Champions League (1): 2006
- UEFA Cup (1): 2000